# Chobienia (stacja kolejowa)
Chobienia – zlikwidowana w 1984 roku stacja kolejowa w Chobieni na linii kolejowej Krzelów – Leszno Dworzec Mały, w powiecie górowskim, w województwie dolnośląskim, w Polsce.